# Galeria Sabauda

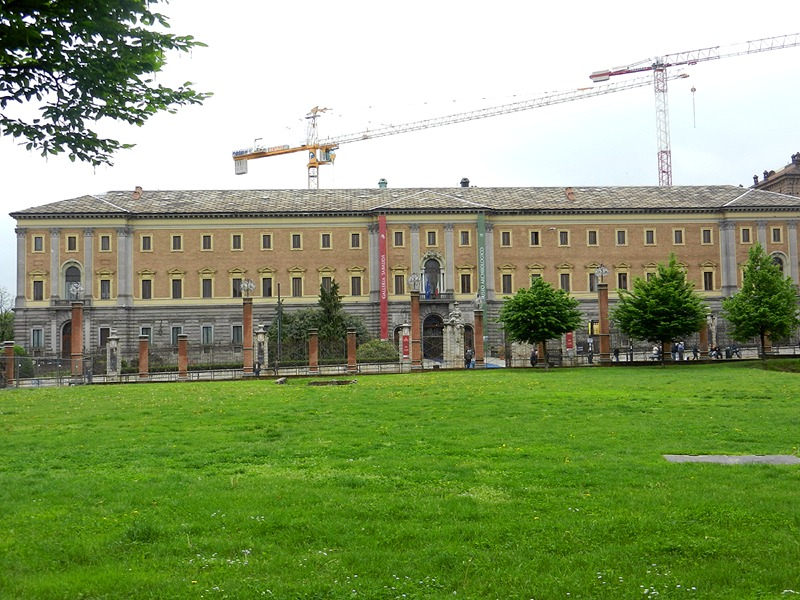
Seu de la Galeria Sabauda

La Galeria Sabauda (italià: Galleria Sabauda) és una col·lecció d'art de Torí, que conté les col·leccions d'art reials reunides per la Casa de Savoia al llarg del temps. Està situada a la Via XX de setembre, 86.
Reuneix la col·lecció d'art d'Eugeni de Savoia, adquirida després de la seva mort pel seu cosí, el rei de Sardenya, juntament amb les obres del Palau Reial de Torí, la galeria de fotografia dels Savoia-Carignano i els objectes del Palazzo Durazzo de Gènova, adquirits el 1824.
El 2 d'octubre de 1832, coincidint amb el seu aniversari, el rei Carles Albert de Savoia va inaugurar la galeria reial al palau Madama, que contenia 365 pintures. Els primers directors del museu varen ser Roberto i Massimo d'Azeglio.
El 1865, Massimo d'Azeglio va transferir la col·lecció al Palazzo dell'Accademia delle Scienze (1679) de Guarino Guarini, on va estar fins al 2012, quan va ser traslladada a la ubicació actual.
El 4 de desembre de 2014, amb la presència del ministre italià de Cultura, la «Manica Nuova dei Palazzo Reale» (Ala Nova del Palau Reial) era oficialment inaugurada.
La galeria es basa en un projecte museístic nou, concebut i desenvolupat pel superintendent Edith Gabrielli (per la part científica) juntament amb l'Estudi Albini i associats (museïtzació). L'enllumenat és per CastagnaRavelli Estudi, de Milà, el disseny gràfic és a càrrec de Noorda Disseny.
La col·lecció inclou obres d'artistes flamencs com Gerrit Dou, Rogier van der Weyden (plafons laterals del Tríptic de l'Anunciació), Jan van Huchtenburg, Hans Memling (Escenes de la Passió de Crist), Rembrandt, i Anton van Dyck, així com pintures d'artistes italians com Duccio di Buoninsegna (Madonna Gualino), Macrino d'Alba, Sandro Botticelli, Filippino Lippi (Tobias i els Arcàngels), Bernardo Daddi, Fra Angelico, Piero del Pollaiolo, Agnolo Bronzino, Bernardo Bellotto, Giovanni Canavesio, Orazio GentileschiOrazio Gentileschi, Andrea Mantegna, Girolamo Savoldo, Giovanni Battista Tiepolo, Gaudenzio i Defendente Ferrari, Giovanni Bellini, Guercino, Francesco Caire, Sebastiano Ricci, Giovanni Martino Spanzotti, Ticià, Paolo Veronese, i Tintoretto.

## Obres destacades

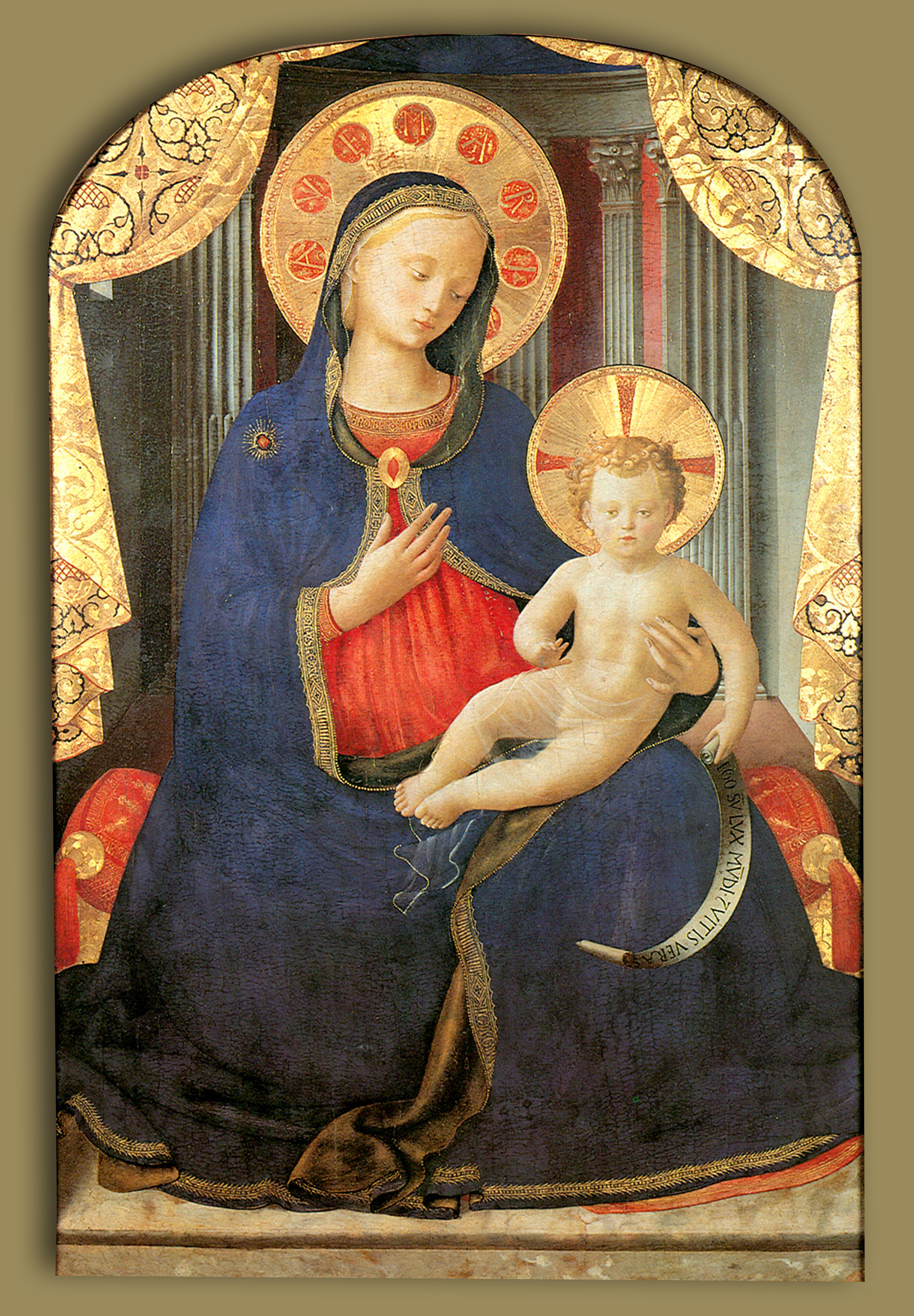
Fra Angelico Mare de Déu i Nen, c. 1430, 63 x 47 cm
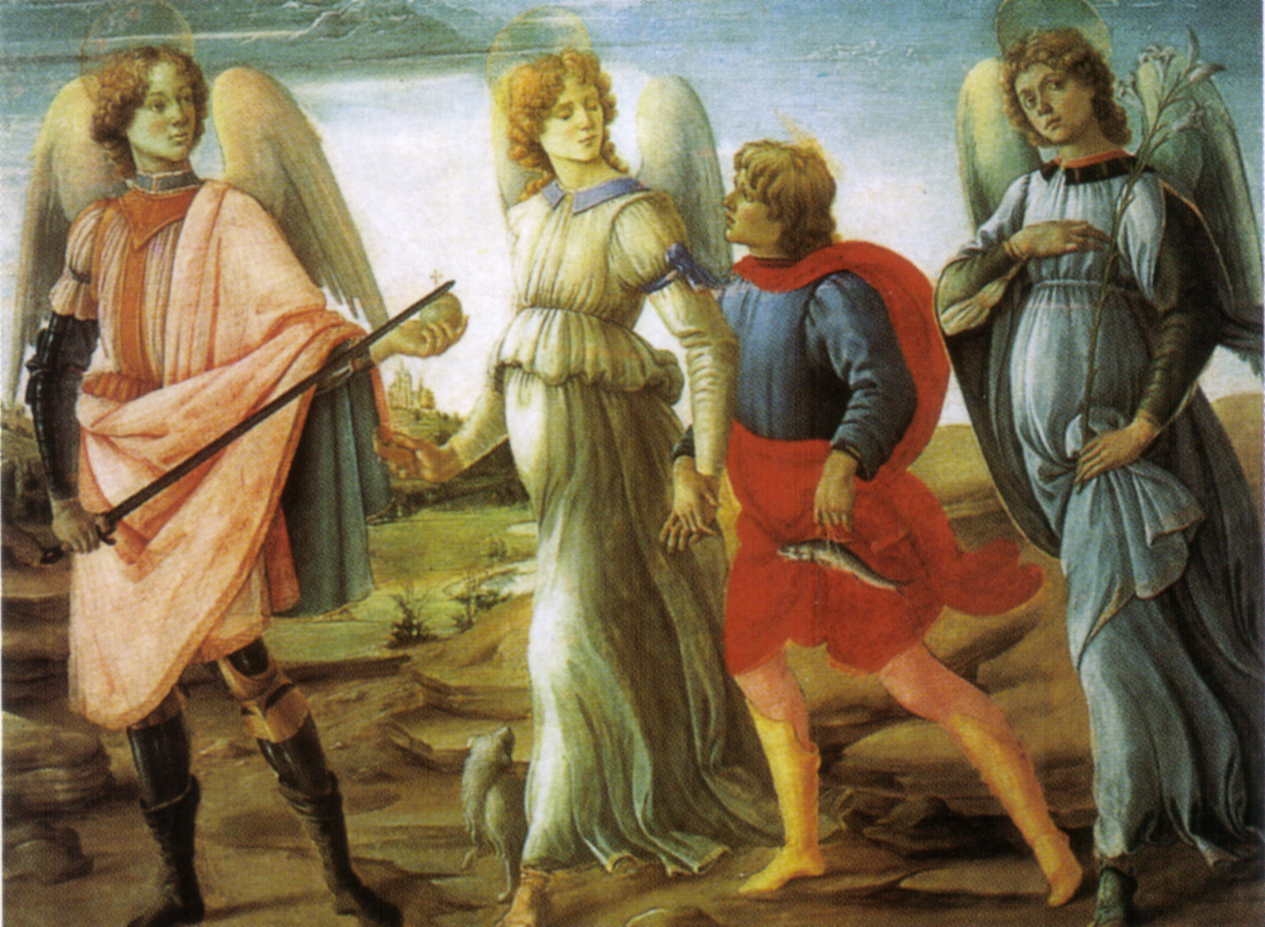
Filippino Lippi Tobies i els arcàngels, c. 1485,
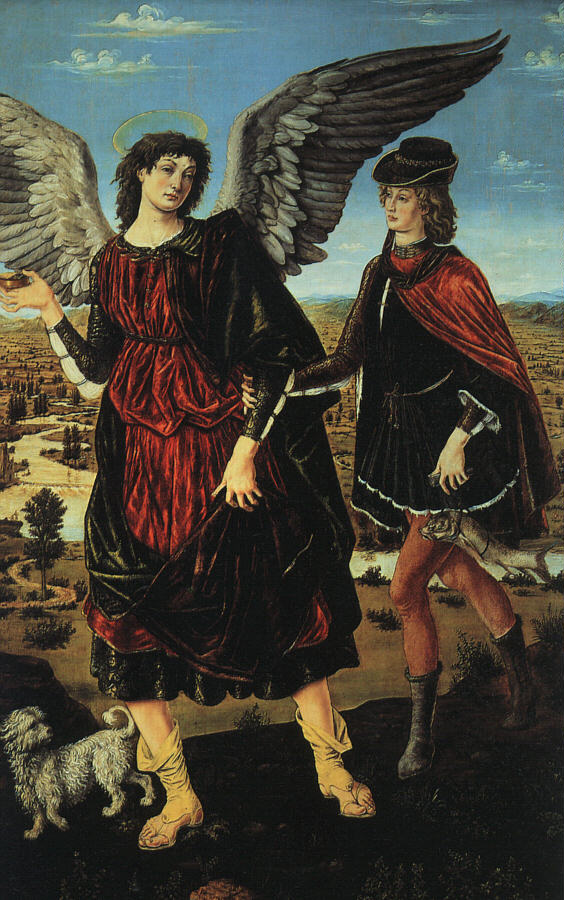
Antonio del Pollaiolo Tobies i l'àngel, c. 1460
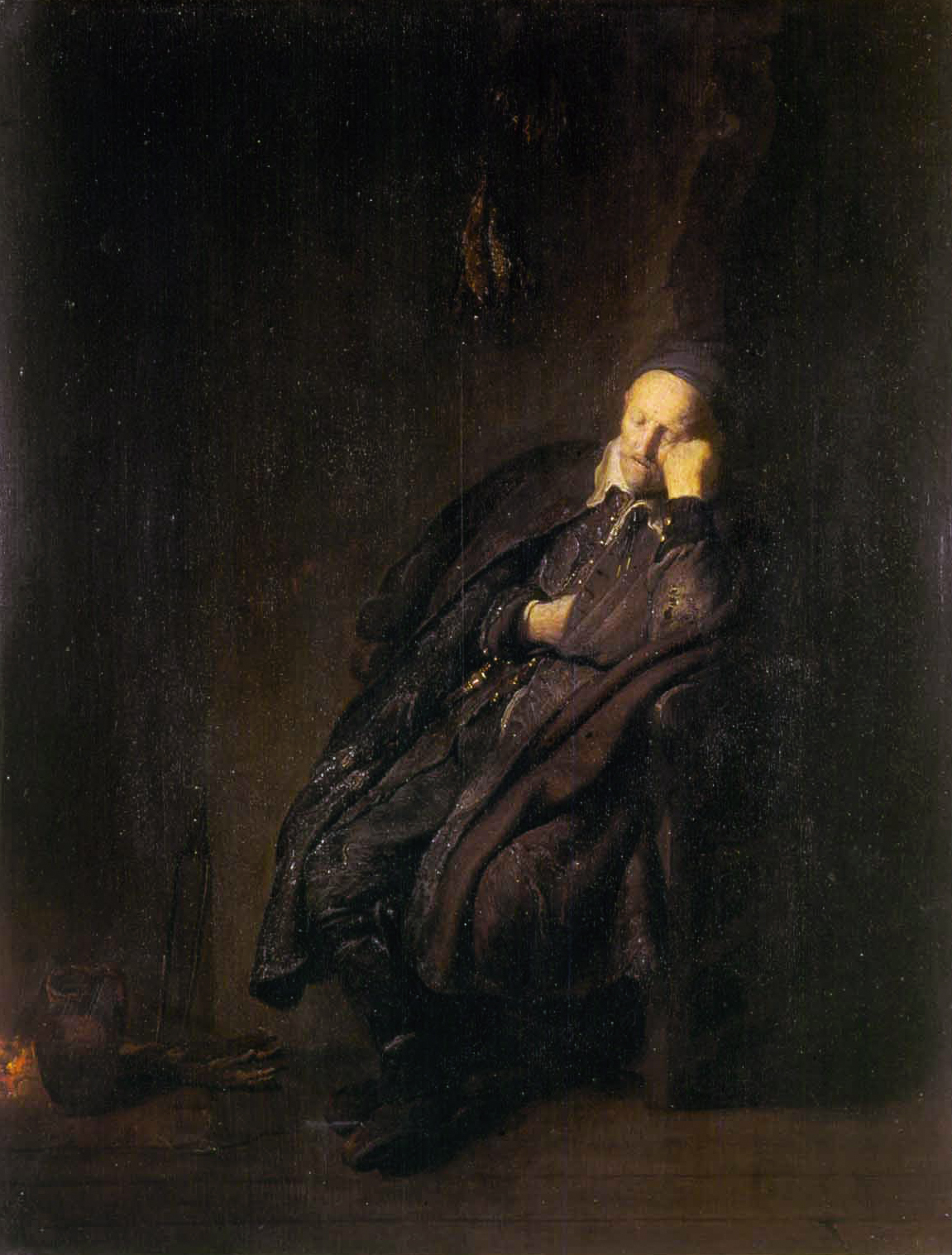
Rembrandt Vell dormint al costat del foc, c. 1629, 52 x 41 cm
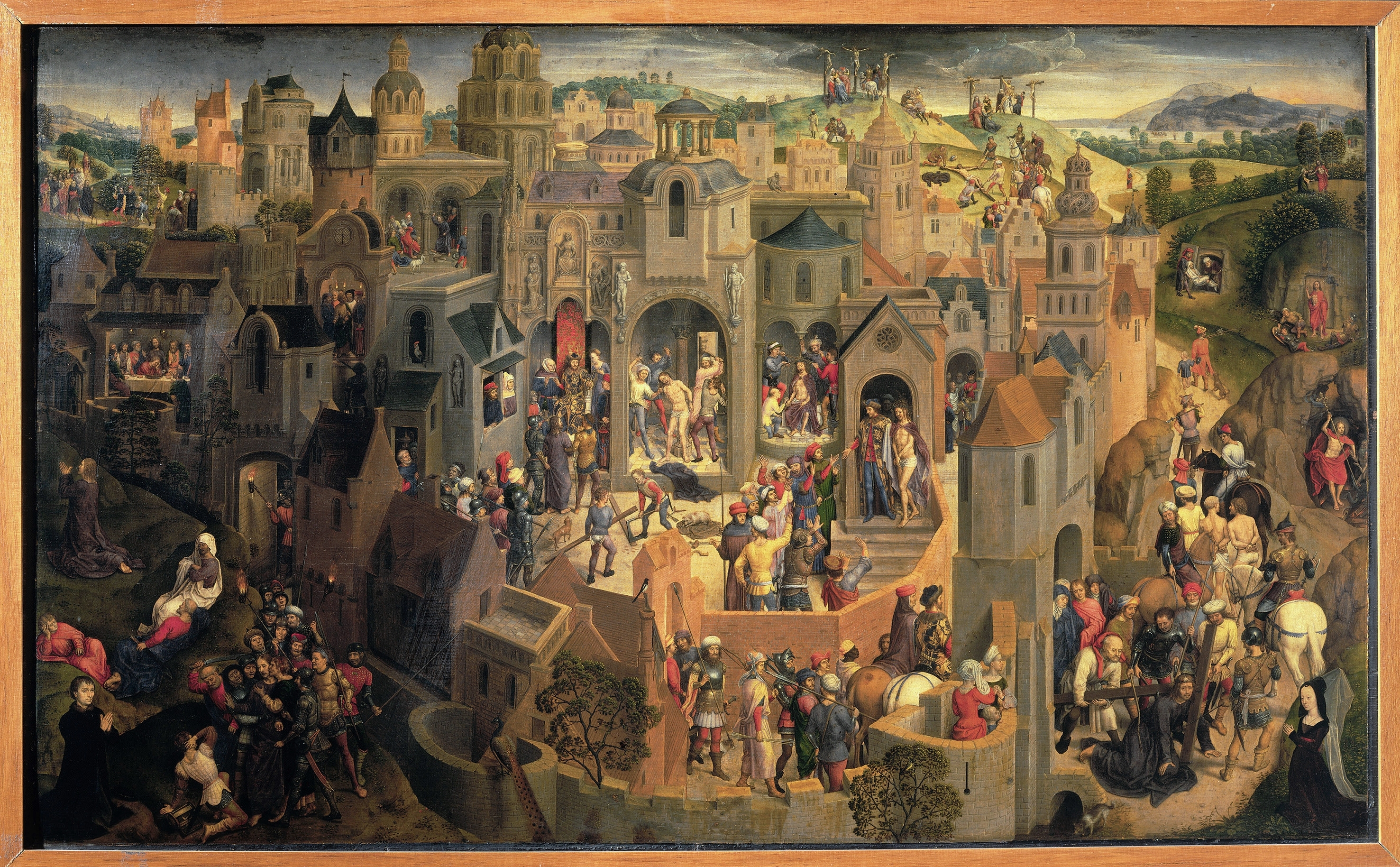
Hans Memling Escenes de la Passió de Crist, c. 1471, 57 x 92 cm
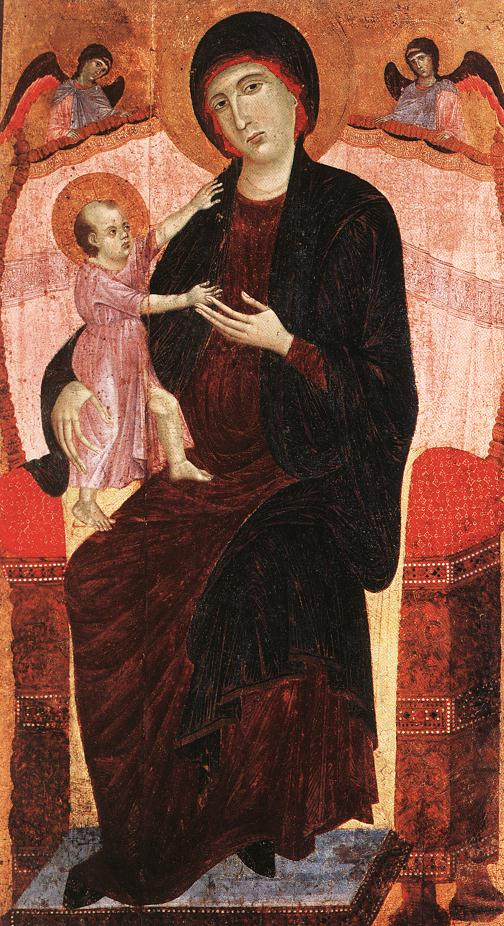
Duccio di Buoninsegna Madonna Gualino, c. 1285, 157 x 86 cm
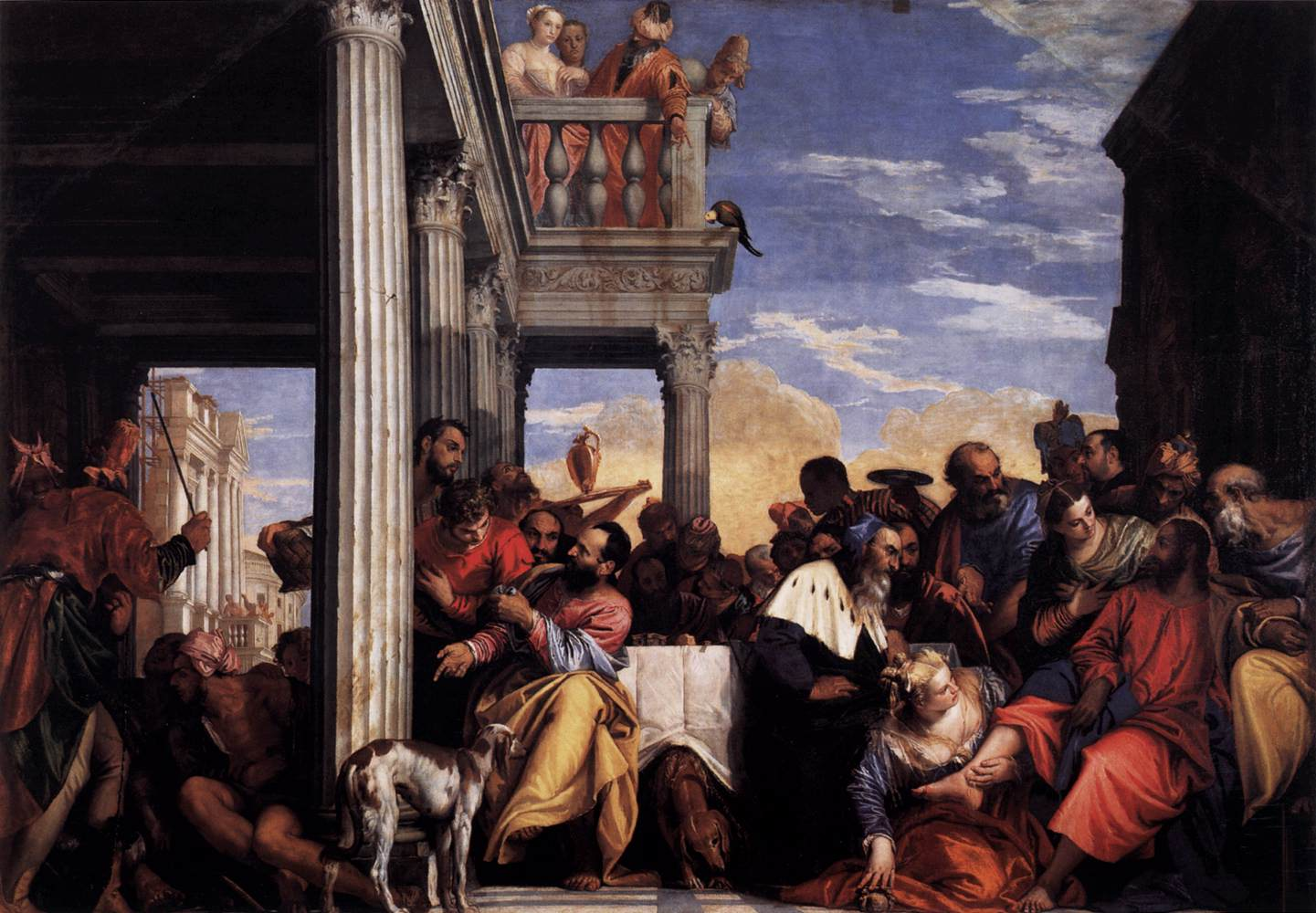
Paolo Veronese Festa en casa de Simó, c. 1560, 315 x 451 cm
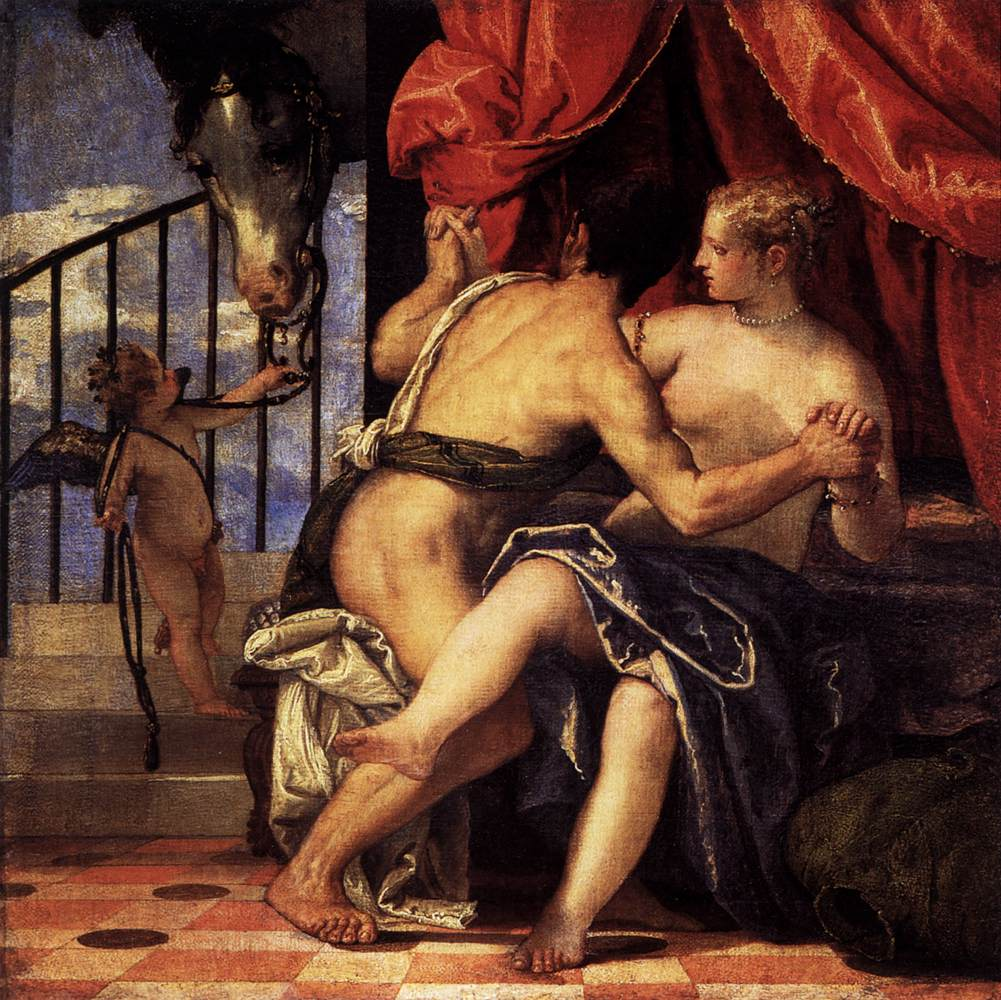
Paolo Veronese Mart i Venus, c. 1570, 47 x 47 cm
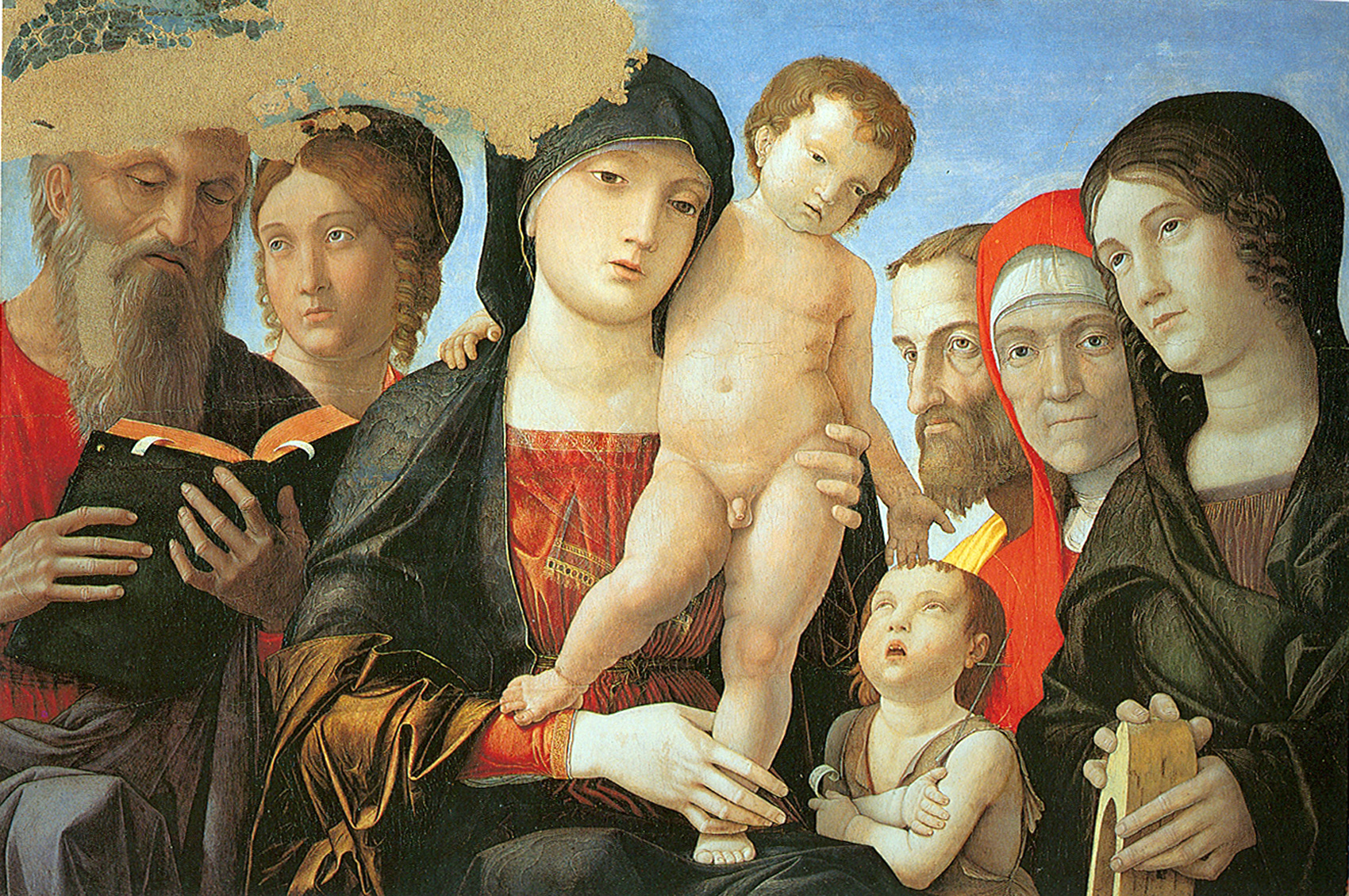
Andrea Mantegna Verge i Nen amb sants, c. 1500, 61.5 x 87.5 cm
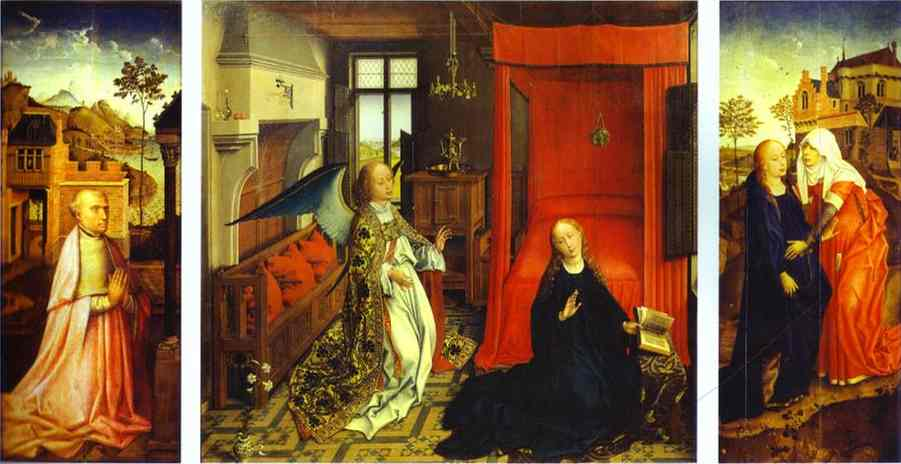
Rogier van der Weyden Tríptic de l'Anunciació (ales), c. 1434,
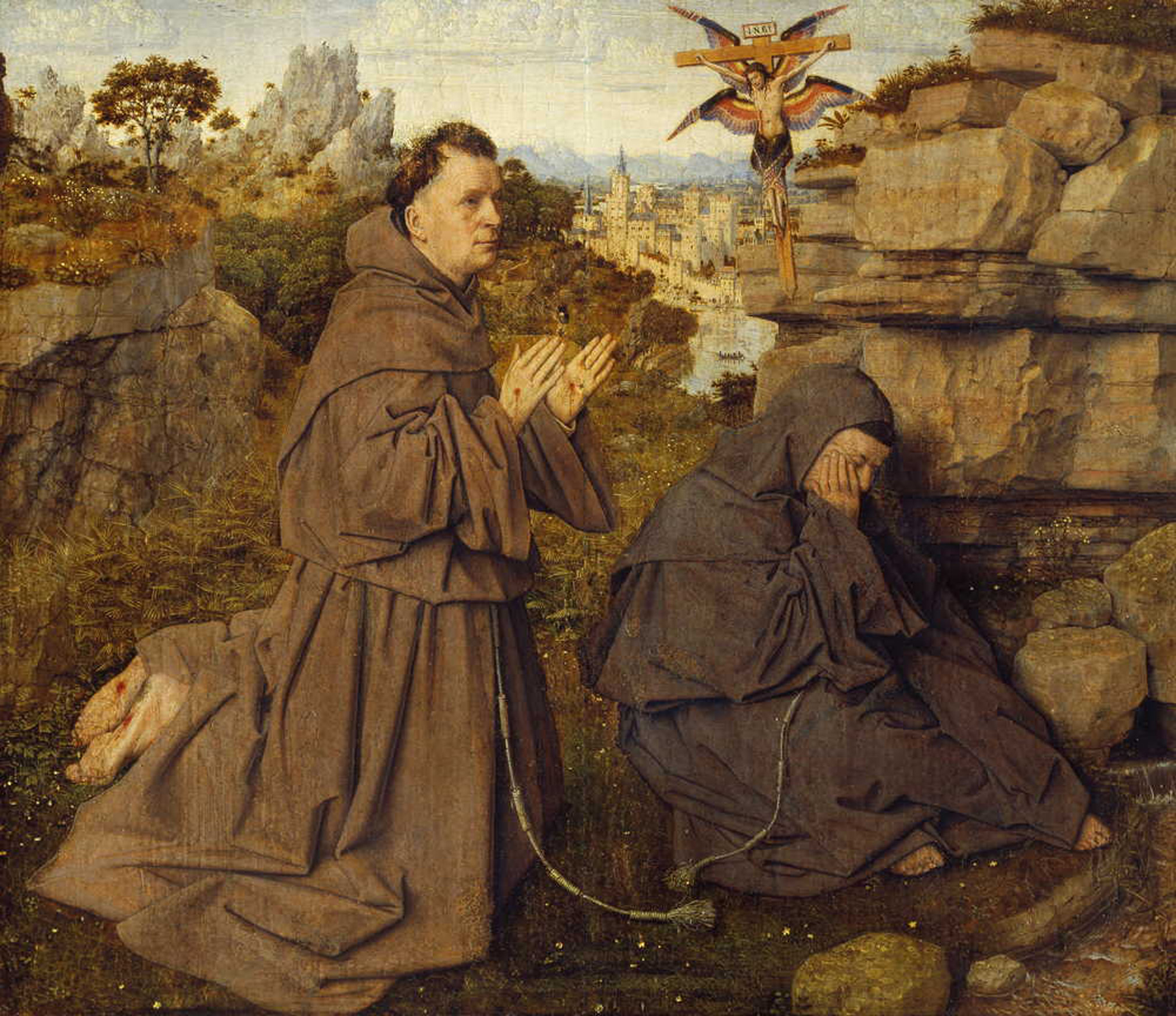
Jan van Eyck Estigmatització de Sant Francesc, c. 1432
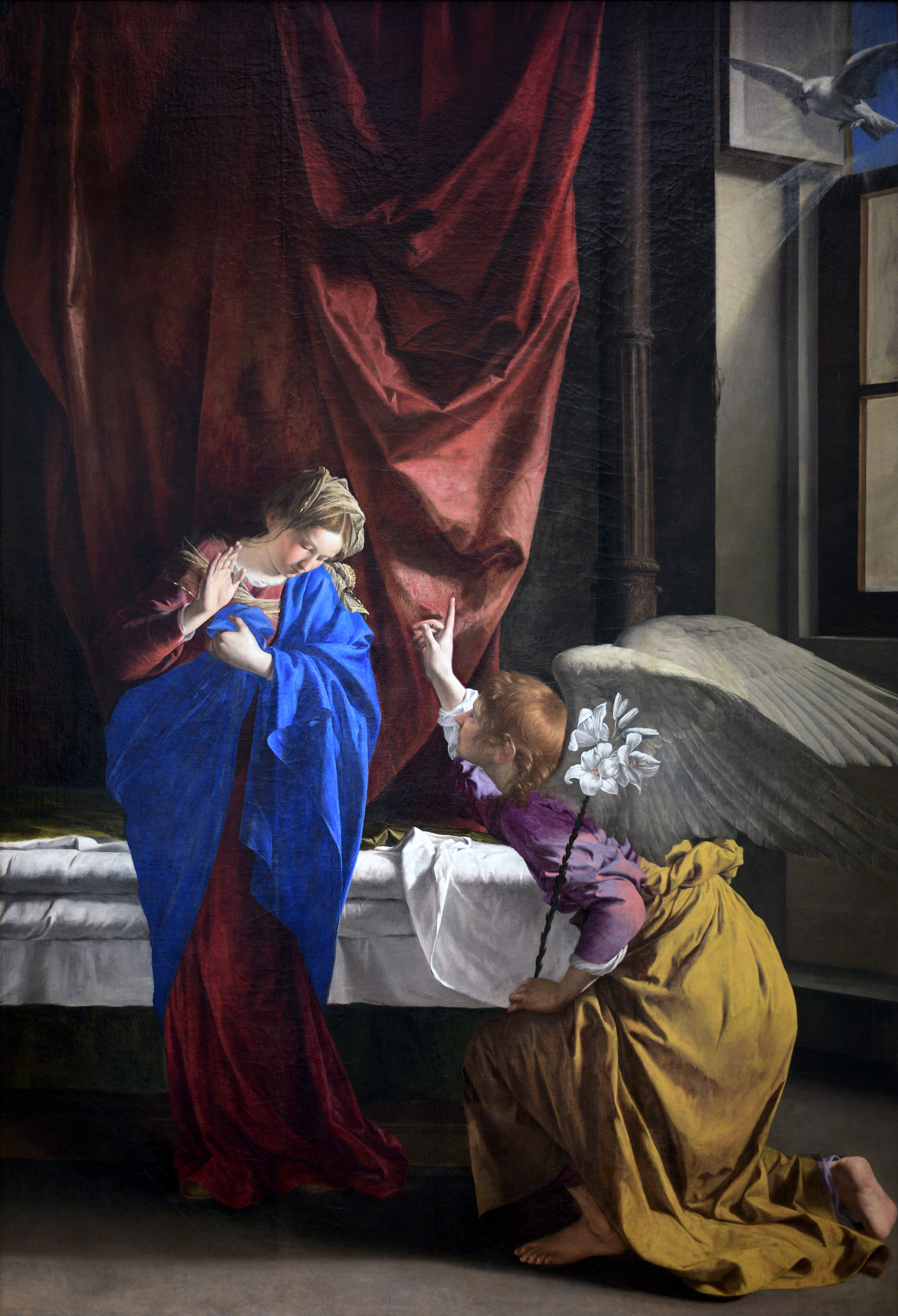